# Forêts décidues humides de la plaine du Chao Phraya
Localisation
Les forêts décidues humides de la plaine du Chao Phraya (IM0108) forment une écorégion définie par le fonds mondial pour la nature (WWF). Elle appartient à l’écozone Indomalaise (IM) et au biome des forêts décidues humides tropicales et subtropicales (01). Elle est située au sud de la Thaïlande et tire son nom du fleuve Chao Phraya.

## Géographie

### Localisation
Cette écorégion n’est pas homogène, est séparée en deux aires géographiques distinctes (occidentale et orientale) et partage des similarités avec ses voisines. À l’ouest, les zones les plus humides ressemblent aux forêts pluviales à feuilles semi-persistantes du sud de la Thaïlande et du Tenasserim, et, les zones les plus sèches, aux forêts sèches de l'Indochine centrale. À l’est, elle est plus similaire aux forêts sèches à feuilles persistantes du Sud-Est de l'Indochine. On trouve des formations de karst calcaire près de Ratchaburi et Phetchaburi.  

### Climat
Les précipitations moyennes annuelles oscillent entre 1 000 et 1 100 mm, et atteignent même 1 300 mm dans l’ouest. Environ 80 % sont issus des moussons qui viennent du Sud-Ouest de mai à octobre. Les températures vont de 23 à 34 °c.

## Biodiversité

### Flore
La flore autrefois présente dans l’écorégion ne peut qu’être extrapolée à partir de celle qui subsiste dans les aires protégées. On note une prédominance de Wrightia lanceolata dans les zones calcaire jusqu’à 300 m d’altitude.

### Faune
La majorité de la faune sauvage a disparu de l’écorégion mais subsiste dans quelques zones. Les grands mammifères subsistant sont : le gibbon à mains blanches (à l’Ouest), le gibbon à bonnet (à l’Est), le saro de Sumatra et le banteng. On y trouve également le crocodile du Siam. Une grande partie des oiseaux indochinois y sont présents, dont plusieurs qui sont originaires de régions plus orientales (province de Chonburi) et qui ont migré vers l’ouest à cause de la destruction de leur habitat : faisan prélat, pirolle à ventre jaune, akalat à calotte maillée, cigogne épiscopale, colombar pompadour et carpophage pauline. Les représentants de la mégafaune (éléphant d'Asie, tigre) ont disparu de l’écorégion. Elle ne compte qu’une espèce endémique, autrefois répandue dans tout le Sud de la péninsule Indochinoise : le Vespertilionidae Myotis rosseti (en). 

## Menaces et protection

### Menaces
Une faible surface de forêt primaire subsiste, et elle est menacée par la déforestation, l’agriculture (principalement de canne à sucre et de Tapioca), et les feux volontaires (la forêt demeure la principale source de charbon des villageois des zones rurales). Des projets visant à la construction de routes, de villes nouvelles et d’un nouvel aéroport international de Bangkok sont mis en place par le gouvernement Thaïlandais. Ce dernier a récemment construit un pipeline gazier depuis le golfe de Martaban, détruisant un corridor de forêt vierge.

### Protection
L’écorégion compte 1 430 km2 d’aires protégées reconnues par l’UICN, soit 7 % de sa superficie totale : le parc national de Khao Laem (en) (840 km2), le parc national de Sai Yok (440 km2), le parc national de Khao Sam Roi Yot (90 km2) et le parc national de Chaloem Rattanakosin (en) (60 km 2). Bien que parfois dégradées, ces zones protégées ont le potentiel d’être colonisée par des grands mammifères et des oiseaux.

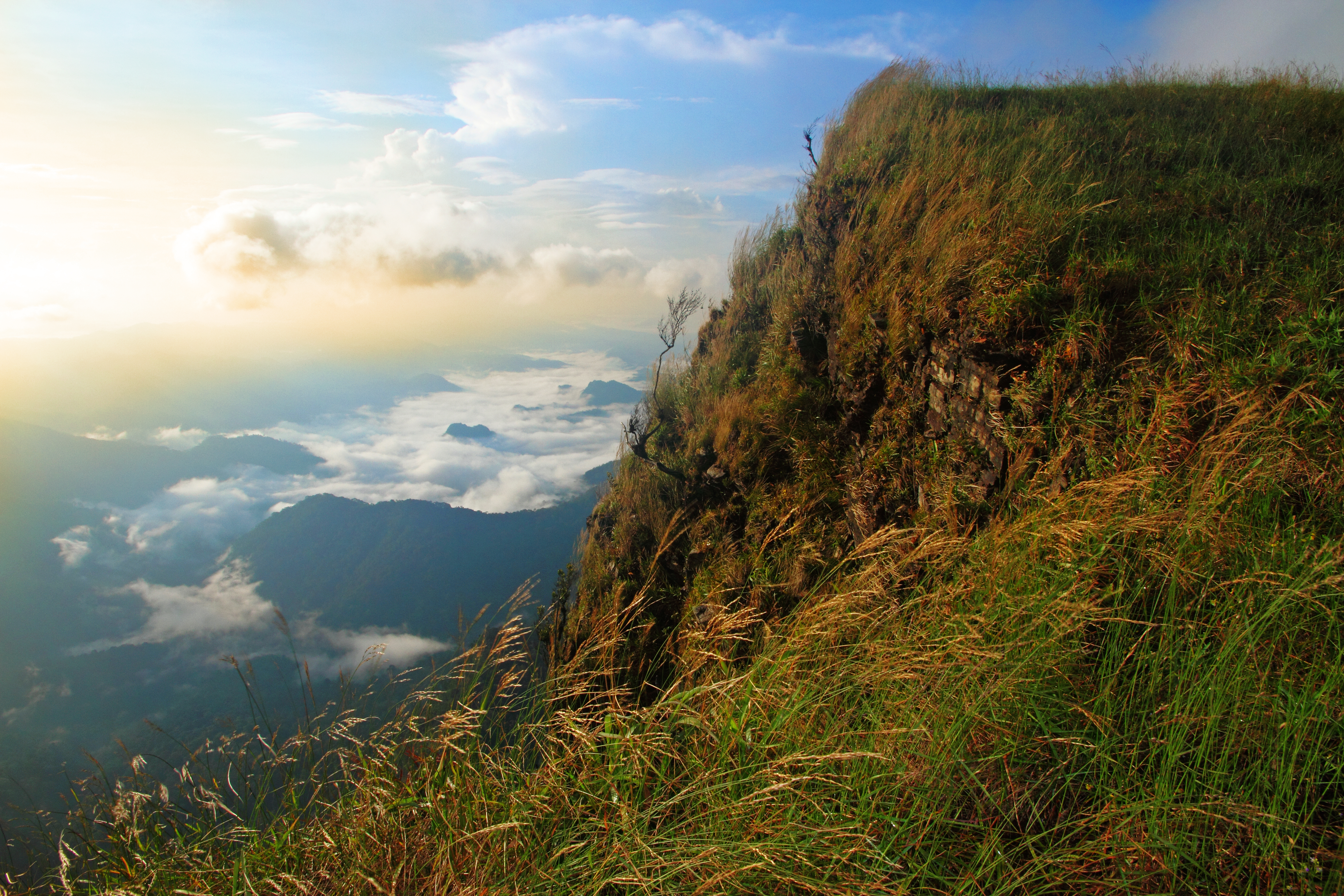
Parc national de Khao Laem (en)
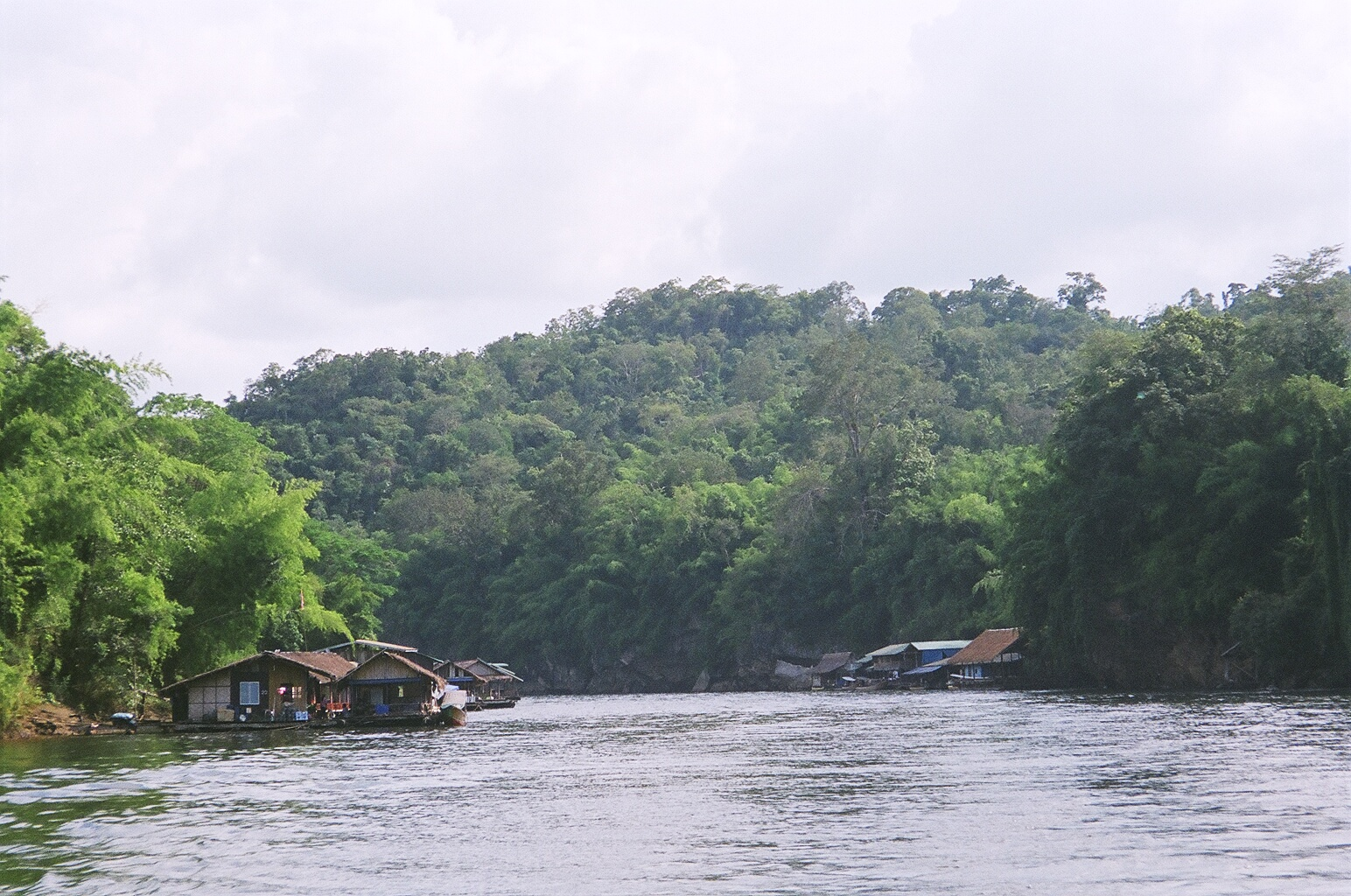
Parc national de Sai Yok
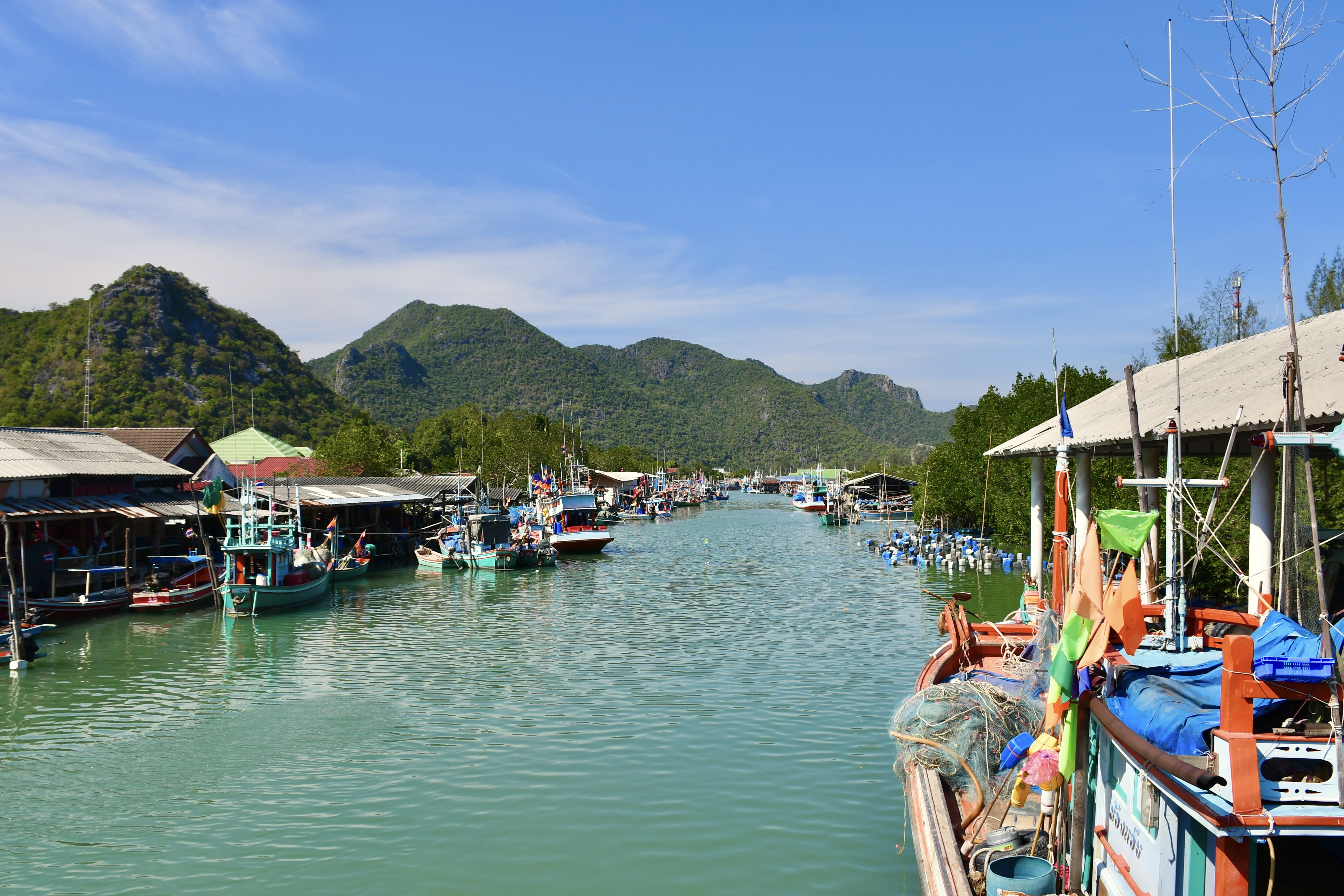
Parc national de Khao Sam Roi Yot
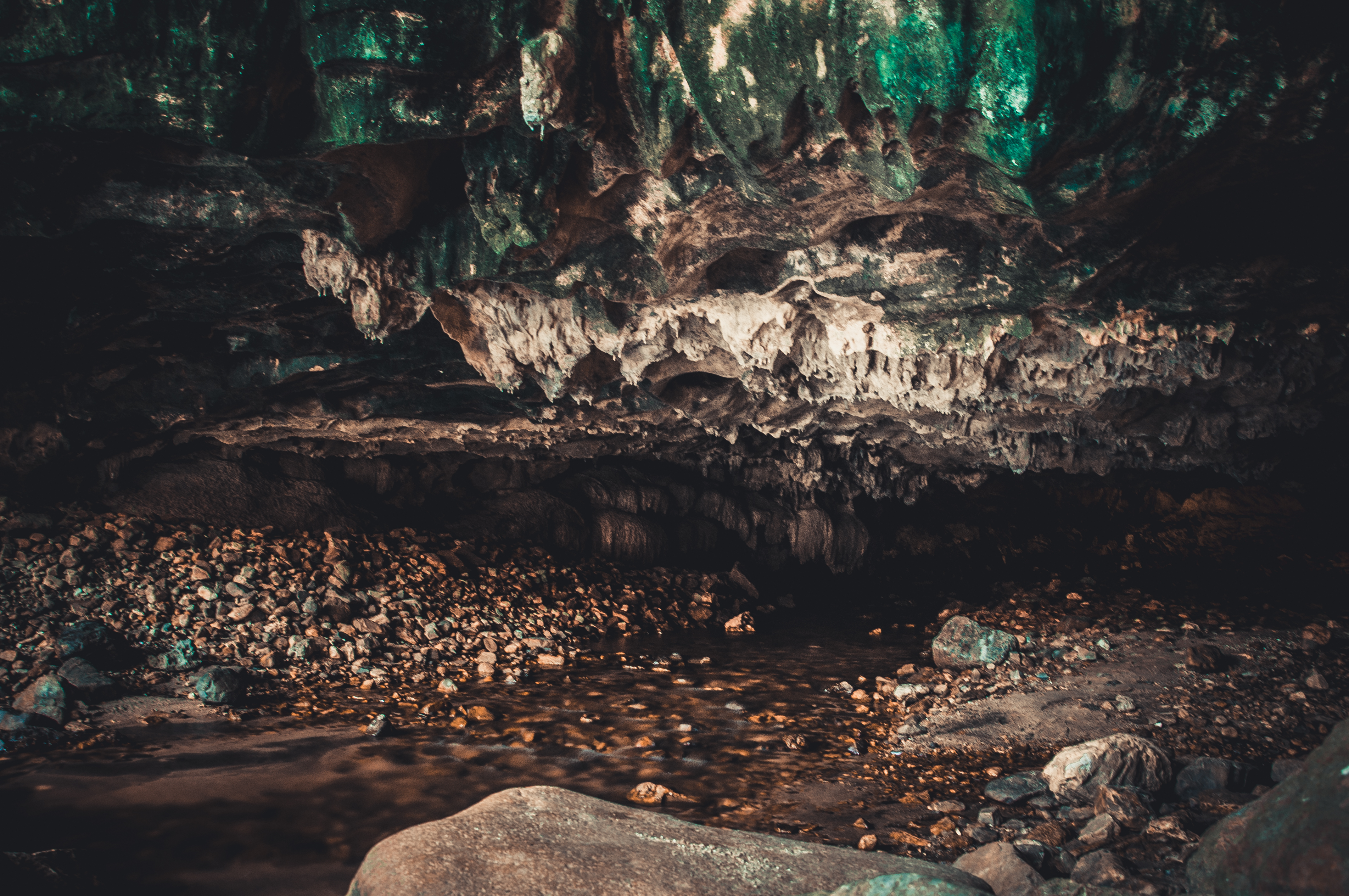
Parc national de Chaloem Rattanakosin (en)